# Ailinginae
Ailinginae è una municipalità delle Isole Marshall senza popolazione stabile.
La municipalità è costituita dall'omonimo atollo, costituito da 25 isolette, nella Catena delle Ralik, nell'Oceano Pacifico, a circa 16,09 km dall'atollo Rongelap, la terra emersa più vicina.
L'atollo è costituito da una ampia laguna (105,96 km²). Le terre emerse, sono quasi a pelo d'acqua alzandosi di pochissimi metri sul livello del mare, nei punti più alti. La larghezza totale dell'atollo è 27 km, per una lunghezza di 9 km. L'intero atollo è circondato da reef.
I due passaggi per entrare nella laguna sono Mogiri Pass e Eniibukku Pass, larghi rispettivamente
0,9 e 0,3 km.
La stagione delle piogge va da settembre a novembre.

## Nome
La municipalità è stata chiamata in passato anche con i seguenti nomi:
- Knox (isoletta),
- Korsakoff (confusione),
- Radagola (Kotzebue 1824),
- Radokala (?),
- Remski-Korsakoff (confusione),
- Rimski-Korsakow (confusione).